# Ruellia cuyabensis
Ruellia cuyabensis är en akantusväxtart som beskrevs av Wassh.. Ruellia cuyabensis ingår i släktet Ruellia och familjen akantusväxter. Inga underarter finns listade i Catalogue of Life.